# فحص تليف العضو الذكري
لفحص تطور مرض بيروني تليف العضو الذكري في مراحله الأولى بعد البدء بأخذ العلاج والذي يتم وصفه من قبل الطبيب المختص ويمكن معاينة مدى تطور انحناء العضو الذكري بشكل دوري حيث يمكن الفحص بشكل بصري وتحسس تكتل أو نتوء في القضيب اثناء الانتصاب الكامل للعضو. يفضل الاستعانة بالزوجة للقيام بالمعاينة قبل وأثناء وبعد الانتصاب، اذ يمكن لبعض المرضى اضهار الانحناء في العضو الذكري في أحد مراحل الانتصاب فقط ولا يمكن ملاحضة الانحناء في مراحل اخرى. يفضل كذالك فحص العضو الذكري بعد ممارسة الاستمناء لمعاينة وجود انحناء بعد الانتهاء من وضع العضو الذكري تحت الاجهاد حيث يمكن أن يضهر الانحناء القضيبي في أحيان أخرى بعد وضعه تحت الإجهاد فقط. يجب ملاحظة أن متابعة تطور المرض يجب أن تتم من خلال المتابعة مع الطبيب المختص ولا يمكن التوقف عن اخذ العلاج بعد ملاحظة التحسن من قبل المريض.